# Sinophorus inflatus
Sinophorus inflatus là một loài tò vò trong họ Ichneumonidae.